# Ruderal-Hanf
Der Ruderal-Hanf ist eine Pflanzenart Cannabis ruderalis oder Varietät Cannabis sativa var. spontanea aus der Gattung Hanf (Cannabis) innerhalb der Familie der Hanfgewächse (Cannabaceae); Ruderal oder ruderalis bedeutet „Geröll“.

## Beschreibung
Cannabis ruderalis ist eine krautige Pflanze, die Wuchshöhen von 1 Meter, in Ausnahmefällen von maximal 2 Metern erreicht.
In ihren Merkmalen überlappt diese Art mit anderen Arten der formenreichen Gattung Cannabis. Zur Unterscheidung von den Arten Cannabis sativa (gewöhnlicher oder echter Hanf) und Cannabis indica (Indischer Hanf) wird eine Kombination folgender Merkmale angegeben:
- Pflanze aufrecht wachsend, unverzweigt oder an der Basis wenig verzweigt;
- Laubblätter relativ kurz, in sieben oder weniger Blättchen geteilt, die zentralen Blättchen lanzettlich, weder besonders schmal noch auffallend breit im Verhältnis zur Länge.
- Die Achänen (nussähnlichen Schließfrüchte) sind klein und braun gefärbt, oft an der Basis abgeschnürt, ihre äußere Hülle, die erhalten bleibende Blütenhülle, ist grünlich gefärbt mit brauner Fleckung oder Musterung.
- Die Früchte werden bei Fruchtreife nach und nach abgeworfen (Abszission), dazu ist ein besonderes Trenngewebe ausgebildet.

Die Chromosomenzahl beträgt 2n = 20.

## Photoperiodismus
Der Hauptunterschied, der zwischen Cannabis ruderalis auf der einen Seite sowie Cannabis sativa und Cannabis indica auf der anderen Seite besteht, ist der Blühzyklus, der nicht durch Photoperiodismus, wie bei indica und sativa, induziert wird, sondern durch chronologische Reifung, sodass ruderalis-Pflanzen in der Regel nach 21 bis 30 Tagen zu blühen beginnen, und das unabhängig vom Lichtzyklus. Die Reifung der Blüte und Samen ist nach etwa sieben Wochen abgeschlossen.

## Inhaltsstoffe
Sie enthalten vergleichsweise wenig Tetrahydrocannabinol.

## Systematik

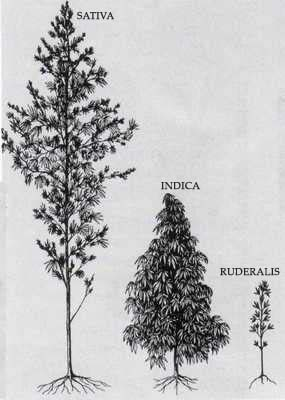
Die Cannabis-Arten Cannabis sativa, Cannabis indica und Cannabis ruderalis

Die Existenz und genaue Einordnung in der Gattung Cannabis wird kontrovers diskutiert. Die Frage, ob der Ruderal-Hanf eine eigene Art oder eine Unterart oder vielmehr eine Varietät von Cannabis sativa ist, konnte auch durch genetische Analysen nicht beantwortet werden. Das Epitheton ruderalis stammt von lateinisch rudus ‚Schutt‘. Eine Ruderalvegetation ist eine solche, die in einer Umgebung wächst, die von Menschen bewohnt und verändert wird.
Der Ruderal-Hanf wird oft als Varietät von Cannabis sativa Cannabis sativa var. spontanea Vav. aufgefasst.
Der russische Botaniker Dmitri Janischewski beschrieb 1924 Cannabis ruderalis als dritte Art der Gattung Cannabis, eine Einordnung, die von allen sowjetischen Botanikern geteilt wurde. Sowjetischen Studien zufolge stammt Cannabis aus dem asiatischen Bereich Russlands. Ein Großteil der entsprechenden sowjetischen Literatur wurde jedoch nicht ins Englische übersetzt. Janischewski beschrieb, dass Samen von Cannabis ruderalis durch Feuerwanzen (Pyrrhocoris apterus) zur Nahrungssuche aufgesucht und dabei verschleppt werden, wodurch ihre natürliche Ausbreitung sichergestellt sein könnte.
Janischewskis Entdeckung fand im Zuge eines von den 1920 bis in die 1930er-Jahre reichenden sowjetischen Agrarforschungsprogrammes unter Leitung von Nikolai Wawilow statt. Wawilow führte eine Reihe von Expeditionen auf mehreren Kontinenten durch, die dem Sammeln von Informationen dienten. Sie sollten zur Identifizierung und dem Verständnis von Regionen mit großer Artenvielfalt beitragen.
Die Anerkennung von Cannabis ruderalis als Art konnte nicht durch chemotaxonomische Beweise bestätigt werden. Zwischen Exemplaren aus Zentralasien und Osteuropa ließen sich keine signifikanten Unterschiede feststellen. Diese Ergebnisse stehen im Einklang mit Wawilows Interpretation, Cannabis ruderalis sei gleichbedeutend mit Cannabis sativa var. spontanea Vav.

## Vorkommen
Im Gegensatz zu den vor allem als Kulturpflanzen bedeutsamen Cannabis sativa und Cannabis indica ist der Ruderal-Hanf eine Wildpflanze, die selbst nicht kultiviert wird. Allerdings haben alle Sippen der Gattung Cannabis zahlreiche Wildmerkmale bewahrt, Landrassen gelten als nur halbdomestiziert und können verwildern. Dazu kommt, dass die meisten Sippen voll fruchtbar untereinander kreuzbar sind, wodurch es wahrscheinlich ist, dass auch im Ursprungsareal der Kulturpflanzen deren Gene teilweise introgressiv in die wilden Populationen eingekreuzt sein könnten. Viele Botaniker nehmen daher an, dass die eigentliche Wildform heute gar nicht mehr existiert.
Nach den genetischen und morphologischen Daten ist der Ruderal-Hanf eine Sippe Zentralasiens. Er wächst in der Region in Zentralasien, die von den sowjetischen Botanikern als wahrscheinliche Urheimat des Kulturhanfs ausgemacht worden ist, etwa zwischen Altai und Kaspisee, in Kasachstan, im Süden Russlands und in Aserbaidschan. Allerdings sind wilde oder verwilderte Pflanzen Osteuropas morphologisch kaum zu unterscheiden.
Cannabis sativa var. spontanea gedeiht am besten auf offenen, vegetationsarmen, lockeren, dabei nährstoffreichen Böden mit ausreichender Wasserversorgung. Im natürlichen Habitat in Zentralasien wächst Ruderal-Hanf teilweise in Vertiefungen und Schluchten, in denen Kot und Dung von Huftieren zusammengeschwemmt wird und die dadurch natürlicherweise gedüngt werden. Cannabis sativa var. spontanea ist aber besonders typisch für den Rand von Lagerplätzen nomadischer Hirten, an gern als Lager aufgesuchten kleinen Gehölzen oder Abfallplätzen. Nikolai Wawilow vermutete, dass Cannabis sativa var. spontanea so möglicherweise als „Lagerfolger“ (camp follower) vom Menschen früh aus ihrer Heimat verschleppt und durch den engen Kontakt früh domestiziert worden sein könnte.

## Verwendung
Ruderal-Hanf wird als Wildpflanze normalerweise selbst nicht genutzt. Die Sippe, oder ihr ähnliche aus Rückverwilderung von Kultursippen entstandene Formen, treten als Unkraut in verschiedenen Ackerkulturen auf.
Bei der Produktion von Cannabissamen als Rauschmittel machen sich Züchter die chronologische Reifung des Ruderal-Hanfes zunutze. Der Ruderal-Hanf wird mit bekannten und hochpotenten Sorten von Cannabis sativa und/oder C. indica gekreuzt und dann meist als feminisierte Samen in den Handel gebracht. Die dadurch entstandenen neuen Sorten sind zwar allgemein kleiner, schwächer in der Wirkung und weniger ertragreich, beginnen jedoch nach rund vier Wochen automatisch zu blühen, was beim Eigenanbau eine durchaus erwünschte Eigenschaft sein kann. Die Samen dieser Pflanzen werden unter dem Begriff autoflowering ‚automatisch blühend‘ vermarktet oder einfach durch den Namenszusatz „Auto“ gekennzeichnet. Stecklinge kann man von einer derartigen Pflanze nicht effektiv ziehen, da sich der kurze Gesamtlebenszyklus auch auf den gleichalten Klon überträgt.